# Альфа и Омега

Греческие буквы альфа и омега

Альфа и Омега (др.-греч. ΑΩ, Αω, αω) — сочетание первой и последней букв классического (ионического) греческого алфавита, которое является наименованием Бога в Книге Откровения Иоанна Богослова, символами Бога как начала и конца всего сущего.

Се, гряду скоро, и возмездие Мое со Мною, чтобы воздать каждому по делам его. Я есмь Альфа и Омега, начало и конец, Первый и Последний.
— Откр. 22:12, 13

Я есмь Альфа и Омега, начало и конец, говорит Господь, Который есть и был и грядет, Вседержитель.
— Откр. 1:8

Я был в духе в день воскресный, и слышал позади себя громкий голос, как бы трубный, который говорил: Я есмь Альфа и Омега, Первый и Последний; то, что видишь, напиши в книгу и пошли церквам, находящимся в Асии: в Ефес, и в Смирну, и в Пергам, и в Фиатиру, и в Сардис, и в Филадельфию, и в Лаодикию.
— Откр. 1:10, 11

И сказал мне: совершилось! Я есмь Альфа и Омега, начало и конец; жаждущему дам даром от источника воды живой. Побеждающий наследует все, и буду ему Богом, и он будет Мне сыном.
— Откр. 21:6, 7
Святитель Андрей Кесарийский в Толковании на Апокалипсис писал: «Словами Алфа и Омега означается Христос, как Бог, содержащий все, безначальный и бесконечный: Сый, и прежде сый и конца не имый, соприсносущный Отцу и, потому, имеющий каждому воздать за дела».
В Книге Откровение Иоанна Богослова Альфа и Омега представляют собой как Бога (Откр. 1:8, 21:6), так и Христа (22:13). Это свидетельствует, что автор книги верил в божественность Иисуса Христа. Однако этот аргумент был ослаблен «критикой текста», которая показывает, что прямые ссылки на Иисуса как Альфа и Омега не найдены в некоторых из ранних и лучших рукописей Нового Завета. В традиционной версии 1:11 Иисус провозглашает: «Я есмь Альфа и Омега, Первый и Последний». Однако цитата, явленная в 1:11, не найдена в некоторых из старейших греческих рукописей, в том числе Александрийской и Синайской, а также в Codex Ephraemi rescriptus. Этот стих некоторыми критиками считается ложным и опускается в некоторых современных переводах.

## Ветхозаветные истоки
Обозначенные выше утверждения, опирающиеся на отдельные стихи книги пророка Исаии, подчёркивают, по мнению ряда христианских богословов, идею уникальности и абсолютной власти Бога и Его Сына Иисуса Христа, напоминают читателю, что под властью Бога находится как создание Вселенной, так и завершение всей человеческой истории.

Послушай Меня, Иаков и Израиль, призванный Мой: Я тот же, Я первый и Я последний.
— Ис. 48:12

Так говорит Господь, Царь Израиля, и Искупитель его, Господь Саваоф: Я первый и Я последний, и кроме Меня нет Бога. 
— Ис. 44:6

Кто сделал и совершил это? Тот, Кто от начала вызывает роды; Я — Господь первый, и в последних — Я тот же.
— Ис. 41:4

## Древняя Греция
Использование первой и последней букв алфавита, как и их эквивалентов «первый и последний», «начало и конец», для обозначения чего-либо абсолютного или целого восходит к древней традиции. В греческой философии эта формула передавала вечность высшего начала. Афинянин в «Законах» Платона свидетельствует: «Бог, согласно древнему сказанию, держит начало, конец и середину всего сущего». Её восприняли и эллинизированные иудейские писатели (Иосиф Флавий, Филон Александрийский).

## Иудейское происхождение
В раввинистической литературе первая и последняя буквы еврейского алфавита указывали на некую полноту между ними. Так, например, об Аврааме утверждалось, что он до дарования Закона уже соблюдал Закон от алеф до тав (первая и последняя буквы еврейского алфавита), то есть Авраам был послушен всему Закону. Слово эме́т (אמת‬ — «истина»), входящее в самооткровение Бога перед Моисеем (Исх. 34:6), состоит из трёх букв: алеф, мем, тав. Алеф, тав являются первой и последней буквами еврейского алфавита, что эквивалентно греческим буквам а́льфа и омега. Тот факт, что еврейское слово эмет начинается с первой буквы алфавита и заканчивается последней заставлял древних иудейских раввинов видеть в этом слове глубокий мистический смысл.
Раввинистический комментарий называет «печатью сущности Бога». Согласно иудейскому преданию, Божие благословение Израилю в Лев. 26:3—10 — полно и неизменно, потому что оно начинается буквой алеф и кончается тав.

	
И прошёл Господь пред лицем его и возгласил: Господь, Господь, Бог человеколюбивый и милосердый, долготерпеливый и многомилостивый и истинный.	
Оригинальный текст (иврит)וַיַּעֲבֹר יְהוָה עַל פָּנָיו וַיִּקְרָא יְהוָה יְהוָה אֵל רַחוּם וְחַנּוּן אֶרֶךְ אַפַּיִם וְרַב חֶסֶד וֶאֱמֶת
— Пятикнижие Моисеево, Исход, глава 34, стих 6
Традиция выражения «истинности» (от אמת‎) Божьей с помощью первой и последней букв алфавита, кажется, были переданы из иудейской синагоги в раннюю христианскую Церковь иудео-христиан через книгу Откровение, которая, как признают исследователи Библии, была изначально написана автором, чьим первым языком был иврит или арамейский. При переводе алеф, тав были заменены в греческом тексте на альфу, омегу, что, в свою очередь, привело к «размыванию» глубинной сакральности смысла и тонкой красоты в обозначении Бога — греческие буквы альфа, омега не имеют отношения к еврейскому слову «истина». Хотя альфа — действительно первая буква греческого слова але́теиа (Αλήθεια — «истина»), однако омега не является последней буквой в этом слове, как является тав в еврейском слове эмет.

## Употребление в литургии
Выражение «Альфа и Омега» распространено в литургических текстах испано-мосарабского обряда: молитва Post Nomina на мессе воскресенья перед Богоявлением начинается словами Christe qui es Α et Ω: initium et finis («Христе, Ты — Альфа и Омега, начало и конец»); оно встречается во многих молитвах мосарабского Бревиария. Распространённость этого выражения в текстах испано-мосарабского обряда может быть связана с тем, что это один из немногих древних обрядов, где Апокалипсис включён в систему лекционарных чтений. В литургических рукописях кельтского обряда сохранился причастен Alpha et Omega ipse, / Christus Dominus, / venit venturus / iudicare homines («Альфа и Омега, / Христос Господь, / грядет Грядущий / судить людей»). Употребление выражения «Альфа и Омега» в песнопении, сопровождающем Причащение, возможно, связано с тем, что в рисунок печатей просфор в древности могли вноситься буквы Α и Ω. Учёные[кто?] полагают, что появление в чине проскомидии византийского обряда Богородичной и девятичинной просфор идёт от более древнего обычая вырезания букв Α и Ω из агничной просфоры.
В послереформенном (Novus Ordo Missae) богослужении римского обряда наблюдается интерес к выражению «Альфа и Омега», в католических храмах часто встречаются изображения монограммы Α и Ω на предметах церковной утвари; чин благословения пасхальной свечи включает в себя акт начертания на ней букв Α и Ω; в чине открывания дверей Латеранской базилики в юбилейный 2000 год содержится гимн Christus heri et hodie, finis et principium, Christus Alpha et Omega, Ipsi gloria in saecula! («Христос вчера и днесь, конец и начало, Христос Альфа и Омега, Ему слава во веки!»).

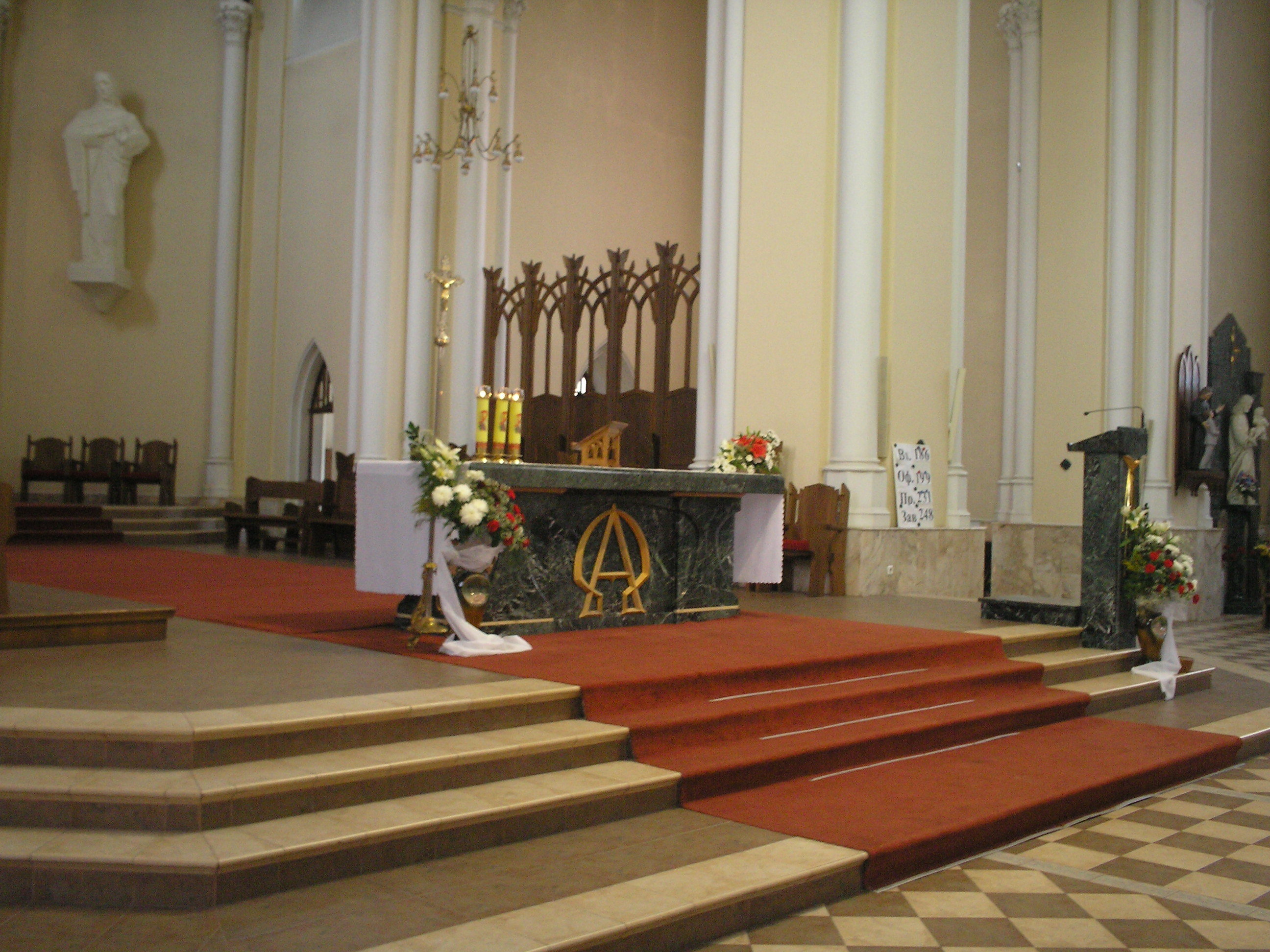
ΑΩ (в центре изображения) на алтаре в Соборе Непорочного Зачатия Пресвятой Девы Марии

Особенная популярность символы получили после Второго Ватиканского Собора, который рекомендовал произвести восстановления Α и Ω в их истинном смысле и значении.

## В искусстве

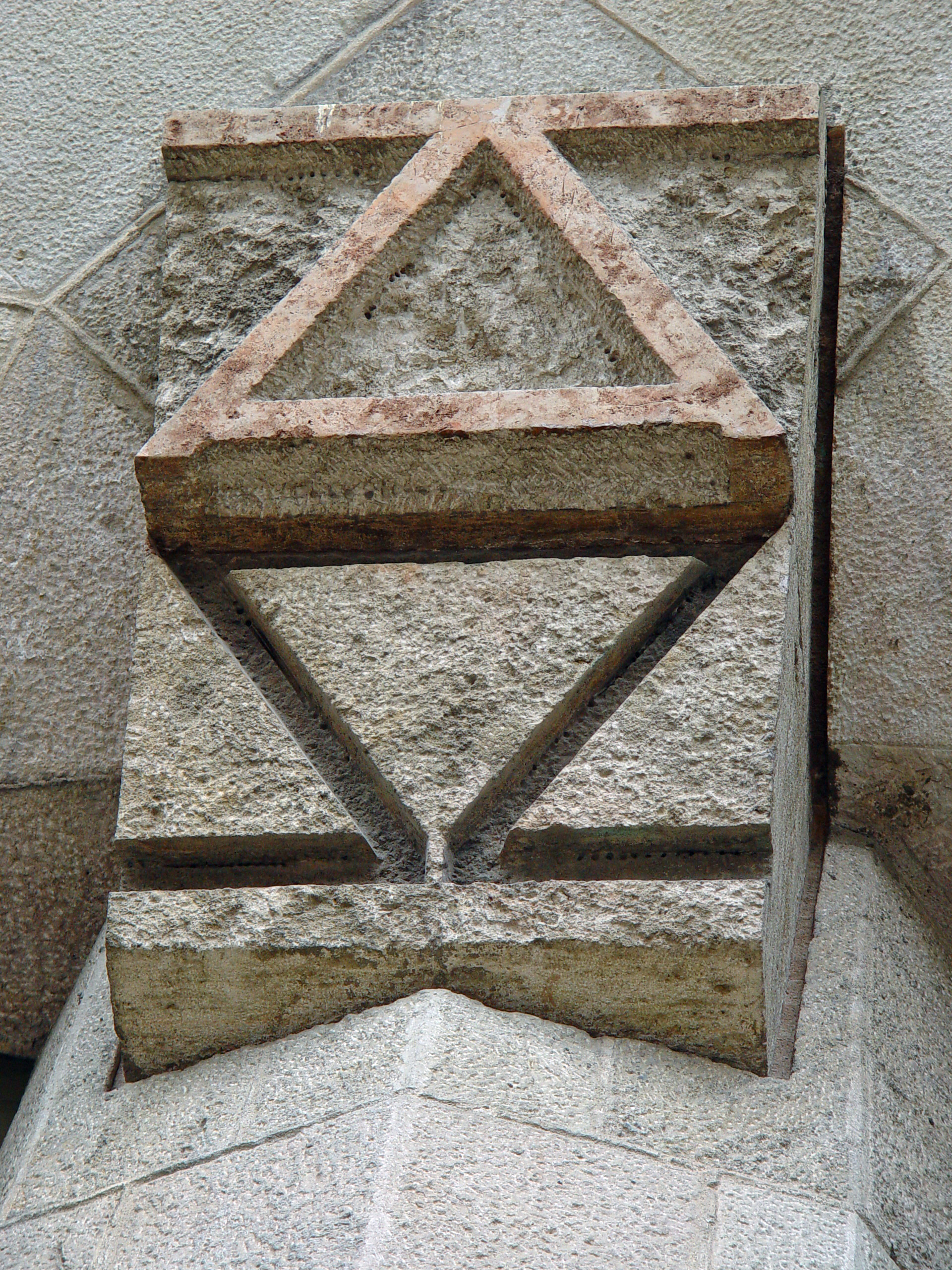
Стилизованная резьба на входе в Собор Святого Семейства Антонио Гауди (Барселона)

Изображение букв Α и Ω стало одним из самых важных и древних символов христианской иконографии. Изначально встречается в основном в эпиграфике как самостоятельная композиция или в составе молитвенных, благопожелательных и апотропеических текстов. Древнейшим примером является плита надгробия в катакомбах Каллиста в Риме (первая половина III века), где символ повторен дважды — как отдельно стоящий и под ветвями креста с петлеобразной верхней ветвью, изображающей букву R. Существует небольшое количество изображений Α и Ω вне христианского контекста, например, в «магическом квадрате» из Помпеи (до 192 года)). В доконстантиновский период символ известен в основном по памятникам лапидарной эпиграфики в Аттике, Малой Азии и Римской Африке.
В IV—V веках эти изображения заполняют буквально все разделы эпиграфики и проникают во все географические области, где распространялось христианство, от Англии, Германии и Испании до стран Магриба, Нубии и Ближнего Востока. Среди ранних примеров — монета Флавия Магна Магненция с изображением на реверсе Α и Ω по сторонам креста-хризмона и круговой надписью SALVS DD NN AVG ET CAES (Salus Dominorum Nostrum Augusti et Caesari).

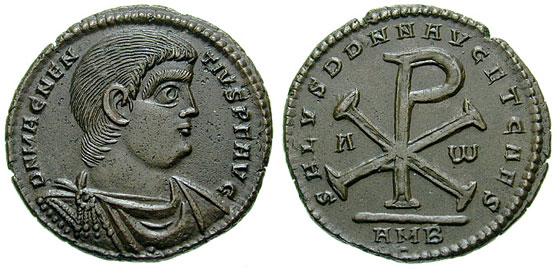
Флавий Магн Магненций, (350—353)

Самагерский ларец из слоновой кости, ок. 430 года (Археологический музей, Венеция) и другие.
Вполне сформировавшиеся изображения Α и Ω включены в рельефы крестов уже самых ранних саркофагов Равенны с христианскими композициями (ок. 420 года) и широко воспроизводятся на них в V—VII веках, иногда повторяясь на одном памятнике несколько раз. Символ встречается также на порталах и стенах церквей, домов, городских воротах, литургической утвари, ларцах для реликвий, светильниках, монетах, измерительных приспособлениях, печатях, кольцах.
В Средние века изображения станут особенно многочисленны в обиходе Католической церкви. Широта распространения символа объяснима не только восприятием его семантической глубины, сопричастности ко Христу, но также тесной иконографической связью с изображением креста и верой в способность символа ограждать от зла. Уже в первых композициях обнаруживается тенденция сочетать 2 символа (Α, Ω) и крест как в сложных монограммических версиях, так и в простейших, вплоть до тау-образных. Известны композиции, где трижды повторённый крест перемежается буквами (Α и Ω), но чаще Α и Ω фланкируют изображение креста или связаны с его боковыми ветвями (как бы подвешены к ним, иногда с помощью дополнительных маленьких крестиков). Разнообразие этих сочетаний, порождённое фантазией христианских художников, неисчерпаемо, буквы могут быть вынесены за пределы венка, в который заключается хризма, или помещены в его окружность; располагаться справа налево или слева направо (особенно в репродукциях, на монетах, буллах, всевозможных штампах, приводящих к зеркальному отражению композиции, но, возможно, и в связи с восточной традицией чтения справа налево); соединяться с верхней ветвью креста и с другими буквами (например, на монетах франкских королей VII века).
Палеографический состав изображений произволен и соответствует общему развитию написания букв, однако Α стремились изображать как заглавную, в то время как Ω часто бывает строчной, что может быть «палеографическим отражением» греческого текста Апокалипсиса. В областях, позволявших более детальную разработку сюжета, буквам придавалась дополнительная смысловая нагрузка, и они приобретали вид инициалов, пиктограммы, например, в кодексе VII века Α и Ω изображены соответственно в виде двух рыб и якоря, подвешенных на цепях к ветвям креста.
Русское выражение «от альфы до омеги» означает «полностью», то есть аналогично «от А до Я».

### Иконография
В собственно иконных изображениях Α и Ω являются устойчивыми символическими атрибутами Иисуса Христа и помещаются возле его фигуры, непосредственно в нимбе или рядом с ним (погрудное изображение Иисуса Христа с начертаниями Α и Ω по правую и левую стороны нимба в катакомбах св. Коммодиллы в Риме, конец IV — начало V века). Изображение Α и Ω вошло также в сцены земной жизни Иисуса Христа.